# Dentalacsa uptoni
Dentalacsa uptoni är en insektsart som beskrevs av Tim R. New 1984. Dentalacsa uptoni ingår i släktet Dentalacsa och familjen fjärilsländor. Inga underarter finns listade i Catalogue of Life.